# Margyricarpus inermis
Margyricarpus inermis är en rosväxtart som beskrevs av Ivan Murray Johnston. Margyricarpus inermis ingår i släktet Margyricarpus och familjen rosväxter. Inga underarter finns listade i Catalogue of Life.